# Wojciech Wyszyński
Wojciech Wyszyński herbu Grabie – podstoli bielski w latach 1665–1677.
Był elektorem Michała Korybuta Wiśniowieckiego z ziemi bielskiej w 1669 roku. W 1674 roku był elektorem Jana III Sobieskiego z województwa podlaskiego.